# Squash nos Jogos Pan-Americanos de 2023 - Qualificação
Abaixo está o sistema de qualificação e os comitês olímpicos nacionais qualificados ao Squash nos Jogos Pan-Americanos de 2023, programado para ser realizado em Santiago, no Chile, de 31 de outubro a 5 de novembro de 2023.

## Sistema de classificação
Um total de 50 atletas de squash (25 homens e 25 mulheres) irão se classificar para competir. Cada nação pode inscrever no máximo seis atletas (três por gênero), exceto para os CONs que se classificaram em Cali 2021. O país-sede, Chile, classificou automaticamente a equipe máxima. Outras sete equipes masculinas e femininas (de três atletas) irão se classificar através de outros torneios classificatórios. 

## Linha do tempo
| Evento                              | Data                                   | Local                |
| ----------------------------------- | -------------------------------------- | -------------------- |
| Jogos Pan-Americanos Júnior de 2021 | 26 de novembro - 1 de dezembro de 2021 | Cali                 |
| Jogos Sul-Americanos de 2022        | 1-15 de outubro de 2022                | Assunção             |
| Campeonato Pan-Americano de 2023    | 29 de maio - 4 de junho de 2023        | Cartagena das Índias |

## Sumário de qualificação
| Nação                               | Masculino  | Masculino | Masculino | Feminino   | Feminino | Feminino | Misto  | Total   |
| Nação                               | Individual | Duplas    | Equipe    | Individual | Duplas   | Equipe   | Duplas | Atletas |
| ----------------------------------- | ---------- | --------- | --------- | ---------- | -------- | -------- | ------ | ------- |
| ARG Argentina                       | 2          | 1         | X         |            |          |          |        | 3       |
| BAR Barbados                        |            |           |           | 2          | 1        | X        |        | 3       |
| CAN Canadá                          | 2          | 1         | X         | 2          | 1        | X        | 1      | 6       |
| CHI Chile                           | 2          | 1         | X         | 2          | 1        | X        | 1      | 6       |
| COL Colômbia                        | 2          | 1         | X         | 2          | 1        | X        | 1      | 6       |
| ECU Equador                         |            |           |           | 2          | 1        | X        |        | 3       |
| EAI Equipe de Atletas Independentes | 2          | 1         | X         | 2          | 1        | X        | 1      | 6       |
| USA Estados Unidos                  | 2          | 1         | X         | 3          | 1        | X        | 1      | 7       |
| MEX México                          | 3          | 1         | X         | 2          | 1        | X        | 1      | 7       |
| PER Peru                            | 2          | 1         | X         |            |          |          |        | 3       |
| Total: 10 CONs                      | 5          | 2         | 2         | 5          | 2        | 2        | 1      | 14      |

## Masculino
| Evento                              | Critério               | Classificados                                                                                      | Atletas por CON | Total |
| ----------------------------------- | ---------------------- | -------------------------------------------------------------------------------------------------- | --------------- | ----- |
| País-sede                           | —                      | CHI Chile                                                                                          | 3               | 3     |
| Jogos Pan-Americanos Júnior de 2021 | Medalhista de ouro     | MEX México                                                                                         | 1               | 1     |
| Jogos Sul-Americanos de 2022        | Medalhista de ouro     | ARG Argentina                                                                                      | 3               | 3     |
| Campeonato Pan-Americano de 2023    | Top 6 não qualificados | COL Colômbia PER Peru USA Estados Unidos MEX México CAN Canadá EAI Equipe de Atletas Independentes | 3               | 18    |
| TOTAL                               |                        | |                 | 25    |

## Feminino
| Evento                              | Critério                     | Classificados                                                                                         | Atletas por CON | Total |
| ----------------------------------- | ---------------------------- | --- | --------------- | ----- |
| País-sede                           | —                            | CHI Chile                                                                                             | 3               | 3     |
| Jogos Pan-Americanos Júnior de 2021 | Medalhista de ouro           | USA Estados Unidos                                                                                    | 1               | 1     |
| Jogos Sul-Americanos de 2022        | Medalhista de ouro           | COL Colômbia                                                                                          | 3               | 3     |
| Campeonato Pan-Americano de 2023    | Top 5 (à parte do país-sede) | USA Estados Unidos CAN Canadá BAR Barbados MEX México ECU Equador EAI Equipe de Atletas Independentes | 3               | 18    |
| TOTAL                               |                              | |                 | 25    |